# Wilhelm Ribhegge
Wilhelm Ribhegge (* 2. Juni 1940 in Werne; † 6. Oktober 2024 in Sendenhorst) war ein deutscher Historiker.

## Leben
Wilhelm Ribhegge legte 1960 sein Abitur am Städtischen Gymnasium in Attendorn ab. Mit einem Stipendium der Friedrich-Ebert-Stiftung studierte er an der Universität Münster Geschichte, Englisch, Soziologie und christliche Sozialwissenschaften. Im Jahr 1966 legte er sein Staatsexamen im Lehramt ab und unterrichtete schließlich am Overberg-Kolleg und an der Handelsschule in Münster. Ribhegge arbeitete an einem Forschungsprojekt zur Geschichte der Universität Münster 1918–1968. Die dabei entstandene Studie Bürgertum und Wissenschaft. Die Gesellschaft zur Förderung der Westfälischen Wilhelms-Universität (1918–1968) wurde erst 2023 im Internet publiziert.
Nach seiner Assistentenzeit an der Pädagogischen Hochschule in Münster und an der Universität Münster von 1967 bis 1973 wurde er 1972 promoviert. In den Jahren 1973 und 1974 hatte Ribhegge eine Lehrstuhlvertretung an der Universität Oldenburg inne. Im Jahr 1982 habilitierte er sich, wurde Privatdozent und übernahm eine Zeitprofessur an der Universität Münster.
Seine Arbeitsschwerpunkte waren die Regionalgeschichte mit einem Schwerpunkt in Nordrhein-Westfalen und die Biographie von Erasmus von Rotterdam.

## Schriften (Auswahl)
- August Winnig. Eine historische Persönlichkeitsanalyse. Verlag Neue Gesellschaft, Bonn-Bad Godesberg 1973.
- Geschichte der Universität Münster. Europa in Westfalen. Münster 1985.
- Frieden für Europa. Die Politik der deutschen Reichstagsmehrheit 1917/18. Hobbing, Berlin 1988.
- Konservative Politik in Deutschland. Von der Französischen Revolution bis zur Gegenwart. Wissenschaftliche Buchgesellschaft, Darmstadt 1989.
- Das Parlament als Nation. Die Frankfurter Nationalversammlung 1848/49. Droste, Düsseldorf 1998.
- Preußen im Westen. Kampf um den Parlamentarismus in Rheinland und Westfalen 1789–1947. Aschendorff, Münster 2008.
- Erasmus von Rotterdam. Primus, Darmstadt 2010.
- Die Grafen von der Mark und die Geschichte der Stadt Hamm im Mittelalter. Ardey-Verlag, Münster 2002.
- Das Leben des Erasmus im Spiegel seiner Briefe. Aschendorff, Münster 2024.